# 青扦
青扦（学名：Picea wilsonii）是松科云杉属的植物，为中国的特有植物。分布在中国大陆的雾灵山、河北：小五台山、关帝山、青海、四川、大青山、甘肃、管涔山、霍山、内蒙古：多伦、湖北、江西、山西：五台山、陕西等地，生长于海拔600米至3,600米的地区，多生长于山坡、山坡云杉林中、阴坡及阴湿山谷，目前尚未由人工引种栽培。

## 别名
刺儿松、黑扦松（河北），白扦松（河北东陵），细叶松、方叶杉（中国裸子植物志），白扦云杉（中国东北木本植物图志），细叶云杉（经济植物手册），华北云杉（中国东北裸子植物研究资料），紫木树（陕西佛坪），红毛杉（湖北神农架）